# 香港中醫醫院
香港中醫醫院，簡稱中醫醫院（英語：The Chinese Medicine Hospital of Hong Kong）位於香港新界將軍澳百勝角路1號，毗鄰中藥檢測中心，採用公私營協作模式，由香港浸會大學負責營運。該醫院設有1幢9層高大樓，設有400張病床，提供住院及門診服務，涵蓋內科、外科、婦科、兒科、骨傷科、針灸科、專病服務及復康服務。2021年動工。中醫醫院為全港首間以組裝合成建築法興建的醫院，佔地約4.29公頃，2025年12月11日起分階段啟用。
由浸大協理副校長卞兆祥擔任行政總監。首階段會先提供普通科及專科門診以及日間診療服務，涵蓋兒科、骨科及針灸等，住院病房會在翌年陸續啟用。
同時，中醫醫院會為香港浸會大學中醫藥學院、香港大學李嘉誠醫學院中醫藥學院及香港中文大學中醫學院提供實習的平台。